# Superbus
Superbus – francuski zespół power popowy i power rockowy, założony w 1999 roku przez Jennifer Ayache. Grupa łączy w sobie elementy brzmienia rocka francuskiego, amerykańskiego oraz punku kalifornijskiego.

## Początki
Po podróży do USA w celu doskonalenia języka w 1999 roku, Jennifer Ayache zaczęła poszukiwać muzyków w celu stworzenia zespołu. Wkrótce spotkała Michaela Giovanettiego, gitarzystę oraz François Evena, basistę, znajomych z innego zespołu. Razem postanowili stworzyć nową, trzyosobową grupę muzyczną. 
W następnych latach, do grupy doszło jeszcze dwóch muzyków, powiększając skład do pięciu. Owymi muzykami byli Guillaume Roussé, perkusista oraz Patrice Focone, gitarzysta. Guillaume odszedł z zespołu w 2005 roku, zastąpiony został przez Grega Jacksa.

## Dyskografia

### Albumy
- Aéromusical, 2002
- Pop’n’gum, 2004
- Wow, 2006
- Lova Lova, 2009
- Sunset, 2012
- Sixtape, 2016
- Superbus, 2020

### Single
- Tchi-Cum-Bah, 2002
- Superstar, 2003
- Into the Groove, 2003
- Monday to Sunday, 2003
- Sunshine, 2004
- Radio Song, 2004
- Pop’n’gum, 2005
- Little Hily, 2005
- Le rock à Billy, 2006
- Butterfly, 2007
- Lola, 2007
- Travel the World, 2007
- Ça mousse, 2008
- Addictions, 2008
- Lova Lova, 2009
- Nelly, 2009
- Apprends-moi, 2009
- Mes défault, 2010
- All Alone, 2012
- Á la chaîne, 2012
- Whisper, 2012
- Smith'n'Wesson, 2013
- Un Autre Monde, 2015
- Strong & Beautiful, 2016
- On The River, 2016